# 丽泰·格雷
丽泰·格雷（英語：Lita Grey，1908年4月15日—1995年12月29日），是美国女演员和查理·卓别林的第二任妻子。她在1908年出生于加利福尼亚州的好莱坞，并起名莉莉塔·路易斯·麥克默里 。她的母亲是墨西哥裔，父亲则有爱尔兰血统。

## 个人生活
格雷曾结婚兩次。1924年，16岁的她怀疑35岁的查理·卓别林让她怀孕 。因与未成年人发生性关系，卓别林可被判入狱。为避免丑闻，在1924年11月26日卓别林与她秘密结婚（在墨西哥的恩帕爾梅，索諾拉）。他们育有两个儿子：小查理·卓别林（1925年－1968年）和西德尼·厄爾·卓別林（1926年－2009年）。
她与卓别林的婚姻从一开始就困难重重，两人很少有共同的兴趣。卓别林总是尽可能地不回家， 而去投入制作他的电影《淘金记 》（格雷在里面扮演女主角，但她的怀孕导致电影在拍摄六个月后必须更换女主角人选），后来则是花时间在《马戏团 (电影)》上。因为卓别林涉嫌与其他女子有不一般的关系，他们于1927年8月22日离婚，卓别林被判分别支付超过600,000美元及100,000美元给两个孩子（以委託人 (信託)的方式），这成为了当时赔付最多的离婚。这桩离婚也因此成为轰动一时的媒体事件。后来，她将自己离婚的法庭记录副本出版并公开出售，其中含有许多隐私的细节，这导致了一场反对卓别林的运动。
她后来嫁给帕特·隆恩 （于1966年6月离婚）。
到20世纪70年代和80年代，她在比佛利山给罗宾逊百货公司当店员。
她写了关于自己与卓别林一起生活的两本自传。她自己也承认《我与卓别林的生活》（My Life With Chaplin）一书 （1966年）的内容在很多地方是夸张和伪造的。而她声称第二本回忆录《Wife of the Life of the Party  》（1995）所讲述的故事则是真实的。在1992年的电影《卓別靈傳》中，黛博拉·摩爾饰演了格雷，但出演时间戏份不足一分钟。
在《流浪汉：查理·卓别林的一生》 （Tramp: The Life of Charlie Chaplin）一书中，卓别林的传记作家喬伊斯·米爾頓声称格雷与卓别林的婚姻是弗拉基米爾·弗拉基米羅維奇·納博科夫写《罗莉塔》时的一个灵感来源。

## 逝世
她在洛杉矶因癌症過世，享年87岁，被安葬在瓦爾哈拉紀念公園公墓（位于加利福尼亚州的北好萊塢，洛杉磯）。

## 影片
- 《寻子遇仙记》 (1921)